# Luce (costruzioni)
Con luce nelle costruzioni civili si identifica la dimensione maggiore degli elementi strutturali portanti orizzontali, o leggermente inclinati.

## Esempi
- La luce di un arco è la distanza tra i due piedritti, che in genere viene misurata sulla linea di imposta.
- La luce di una trave è la distanza tra due appoggi successivi. In funzione del materiale utilizzato, e del tipo di vincolo, la luce di calcolo a volte viene aumentata del 5% della luce netta.
- Nei ponti spesso si parla di luce massima,  cioè la campata con luce maggiore.